# ウェスリー・ムーディ
ウェスリー・アーサー・ムーディ（Wesley Arthur Moodie, 1979年2月14日 - ）は、南アフリカ共和国ダーバン出身の男子プロテニス選手。2005年ウィンブルドン選手権男子ダブルスで、ステファン・フースとペアを組んで優勝した。2009年全仏オープン男子ダブルスでディック・ノーマンと組んだ準優勝もある。ATPツアーでシングルス1勝、ダブルス6勝を挙げた。右利き、バックハンド・ストロークは片手打ち。自己最高ランキングはシングルス57位、ダブルス8位。

## 来歴
ムーディは両親とも大学教員の家庭に生まれ、6歳からテニスを始めた。アメリカ合衆国アラバマ州の学生テニス選手としてプレーし、大学で文系準学士号を取得した後、2000年に21歳でプロ入りする。2002年から男子テニス国別対抗戦デビスカップ南アフリカ共和国代表選手に選ばれ、2003年ウィンブルドン選手権男子シングルスでセバスチャン・グロジャンとの3回戦に進出したが、2005年ウィンブルドン選手権男子ダブルス優勝までは、ムーディは世界的には無名に近い選手だった。
2005年ウィンブルドン選手権男子ダブルスで、ムーディとステファン・フースは2回戦でマヘシュ・ブパシ/トッド・ウッドブリッジ組を6-3, 7-6, 6-3のストレートで破って波に乗る。長年にわたってダブルスの世界的名手として君臨したウッドブリッジは、この試合の敗戦を最後に現役を引退した。ムーディとフースは、準々決勝でマーク・ノールズ/ミカエル・ロドラ組、準決勝でヨナス・ビョルクマン/マックス・ミルヌイ組といった強豪ペアを連破し、決勝では第2シードのブライアン兄弟と対戦した。初めての決勝では、伏兵のムーディ/フース組がブライアン兄弟を7-6, 6-3, 6-7, 6-3で破って優勝した。これはムーディにとって、プロテニス経歴の初優勝であった。ウィンブルドン男子ダブルス優勝の3ヶ月後、ムーディはジャパン・オープン・テニス選手権で来日し、決勝戦でマリオ・アンチッチを1-6 7-6, 6-4の逆転で破って初優勝した。これが唯一のシングルスタイトルである。ムーディとフースは11月第2週の男子テニス年間最終戦テニス・マスターズ・カップのダブルスにも出場した。
2006年全米オープン男子シングルスではラファエル・ナダルとの3回戦に進出した。大会前年度優勝者として出場したジャパン・オープン・テニス選手権では、2回戦で世界ランキング1位のロジャー・フェデラーに4-6, 1-6のストレートで敗れた。2007年度はダブルスでトッド・ペリーと組んで2勝を挙げた。デビスカップ南アフリカ共和国代表選手としても、2008年まで7年連続出場を果たしている。
フースと組んだ2005年ウィンブルドン選手権優勝から4年後、ムーディは2009年全仏オープン男子ダブルスでディック・ノーマンと組み、決勝に進出した。決勝では第3シードのルーカス・ドロウヒー/リーンダー・パエス組に6-3, 3-6, 2-6の逆転で敗れて準優勝になり、ムーディは4大大会男子ダブルス2冠のチャンスを逃した。この後ウィンブルドン選手権男子ダブルスでも、ノーマンと組んで4年ぶり2度目の準決勝に進み、第1シードのブライアン兄弟組に6-7, 6-7, 4-6で敗れた。
ムーディは2009年1月末のSAテニスオープンの予選敗退を最後に、ATPツアーのシングルスから撤退しダブルスに専念していたが、2011年ウィンブルドン選手権を最後に32歳で現役を引退した。

## ATPツアー決勝進出結果

### シングルス: 1回 (1勝0敗)
| 大会グレード                                  |
| グランドスラム (0-0)                          |
| テニス・マスターズ・カップ (0-0)              |
| ATPマスターズシリーズ (0-0)                   |
| ATPインターナショナルシリーズ・ゴールド (1-0) |
| ATPインターナショナルシリーズ (0–0)           |

| サーフェス別タイトル |
| ハード (1–0)         |
| クレー (0-0)         |
| 芝 (0-0)             |
| カーペット (0-0)     |

| 結果 | No. | 決勝日        | 大会 | サーフェス | 対戦相手           | スコア             |
| ---- | --- | ------------- | ---- | ---------- | ------------------ | ------------------ |
| 優勝 | 1.  | 2005年10月9日 | 東京 | ハード     | マリオ・アンチッチ | 1–6, 7–6(9-7), 6–4 |

### ダブルス: 13回 (6勝7敗)
| 結果   | No. | 決勝日         | 大会               | サーフェス        | パートナー           | 対戦相手                                              | スコア                       |
| ------ | --- | -------------- | ------------------ | ----------------- | -------------------- | ----------------------------------------------------- | ---------------------------- |
| 優勝   | 1.  | 2005年7月3日   | ウィンブルドン     | 芝                | ステファン・フース   | ボブ・ブライアン マイク・ブライアン                   | 7–6(7-4), 6–3, 6–7(2-7), 6–3 |
| 準優勝 | 1.  | 2005年10月31日 | バーゼル           | カーペット (室内) | ステファン・フース   | アグスティン・カレリ フェルナンド・ゴンサレス         | 5–7, 5–7                     |
| 準優勝 | 2.  | 2006年2月6日   | デルレイビーチ     | ハード            | クリス・ハガード     | マーク・ノールズ ダニエル・ネスター                   | 2–6, 3–6                     |
| 優勝   | 2.  | 2007年1月7日   | アデレード         | ハード            | トッド・ペリー       | ノバク・ジョコビッチ ラデク・ステパネク               | 6–4, 3–6, [15–13]            |
| 優勝   | 3.  | 2007年4月9日   | バレンシア         | クレー            | トッド・ペリー       | イブ・アレグロ セバスティアン・プリエト               | 7–5, 7–5                     |
| 準優勝 | 3.  | 2008年1月5日   | ドーハ             | ハード            | ジェフ・クッツェー   | フィリップ・コールシュライバー ダビド・シュコフ       | 4–6, 6–4, [9–11]             |
| 優勝   | 4.  | 2008年4月20日  | エストリル         | クレー            | ジェフ・クッツェー   | ジェイミー・マリー ケビン・ウリエット                 | 6–2, 4–6, [10–8]             |
| 準優勝 | 4.  | 2008年11月3日  | パリ               | ハード (室内)     | ジェフ・クッツェー   | ヨナス・ビョルクマン ケビン・ウリエット               | 2–6, 2–6                     |
| 準優勝 | 5.  | 2009年5月17日  | マドリード         | クレー            | シーモン・アスペリン | ダニエル・ネスター ネナド・ジモニッチ                 | 4–6, 4–6                     |
| 準優勝 | 6.  | 2009年6月6日   | 全仏オープン       | クレー            | ディック・ノーマン   | ルーカス・ドロウヒー リーンダー・パエス               | 6–3, 3–6, 2–6                |
| 優勝   | 5.  | 2009年6月14日  | ロンドン           | 芝                | ミハイル・ユージニー | マルセロ・メロ アンドレ・サ                           | 6–4, 4–6, [10–6]             |
| 優勝   | 6.  | 2009年6月20日  | スヘルトーヘンボス | 芝                | ディック・ノーマン   | ヨハン・ブラルンストロム ジャン＝ジュリアン・ロイヤー | 7–6(7-3), 6–7(8-10), [10–5]  |
| 準優勝 | 7.  | 2010年4月10日  | ヒューストン       | クレー            | ステファン・フース   | ボブ・ブライアン マイク・ブライアン                   | 3–6, 5–7                     |

## 4大大会シングルス成績
略語の説明
| W | F | SF | QF | #R | RR | Q# | LQ | A | Z# | PO | G | S | B | NMS | P | NH |

W=優勝, F=準優勝, SF=ベスト4, QF=ベスト8, #R=#回戦敗退, RR=ラウンドロビン敗退, Q#=予選#回戦敗退, LQ=予選敗退, A=大会不参加, Z#=デビスカップ/BJKカップ地域ゾーン, PO=デビスカップ/BJKカッププレーオフ, G=オリンピック金メダル, S=オリンピック銀メダル, B=オリンピック銅メダル, NMS=マスターズシリーズから降格, P=開催延期, NH=開催なし.
| 大会           | 2001 | 2002 | 2003 | 2004 | 2005 | 2006 | 2007 | 2008 | 通算成績 |
| -------------- | ---- | ---- | ---- | ---- | ---- | ---- | ---- | ---- | -------- |
| 全豪オープン   | LQ   | A    | LQ   | 1R   | LQ   | 2R   | LQ   | LQ   | 1–2      |
| 全仏オープン   | A    | A    | LQ   | A    | A    | 1R   | LQ   | LQ   | 0–1      |
| ウィンブルドン | LQ   | A    | 3R   | 1R   | LQ   | 1R   | LQ   | LQ   | 2–3      |
| 全米オープン   | A    | A    | 2R   | LQ   | 1R   | 3R   | LQ   | A    | 3–3      |